# Ван Эйпен, Марит
Марит ван Эйпен (нидерл. Marit van Eupen, род. 26 сентября 1969) — голландская спортсменка, гребец, призёр чемпионата Европы, чемпионата мира по академической гребле 2005, 2006, 2007 годов, а также Летних Олимпийских игр 2004 и 2008 годов.

## Биография
Марит ван Эйпен родилась 26 сентября 1969 года в нидерландском городе Арнеме, Гелдерланд. Тренировалась в таких клубах, как «Euros DRV» и «Nereus ASRV» (Амстердам). Профессиональную карьеру гребца начала в 1987 году.
Первыми соревнованиями на международной арене на которых ван Эйпен приняла участие был — III этап кубка мира по академической гребле 1998 года в Люцерне (1998 WORLD ROWING CUP III). Вместе с напарницей Кирстен ван дер Колк в составе двойки парной в легком весе, с результатом 08:10.990 они заняли 3 место, уступив первенство соперницам из США (08:06.850 — 2е место) и Великобритании (08:01.200 — 1е место).
На Летних Олимпийских играх 2004 года в Афинах ван Эйпен и ван дер Колк финишировали третьими и заработали бронзовую медаль в заплыве парных двоек в легком весе. С результатом 06:58.540 их пара уступила первенство соперницам из Германии (06:57.330 — 2е место) и Румынии (06:56.050 — 1е место).
Единственное золото на счету пары ван дер Колк и ван Эйпен было добыто на Летних Олимпийских играх 2008 года в Пекине. В заплыве парных двоек в легком весе голландские спортсменки со старта шли лишь шестыми и улучшили свою позицию на два пункта выше после 1000 м. После прохождения участка дистанции в 1500 м и до самого финиша их пара оставалась в лидерах заплыва. С результатом 06:54.740 голландские гребчихи завоевали золотые медали, оставив позади соперниц из Финляндии (06:56.030 — 2-е место) и Канады (06:56.680 — 3-е место).